# Stanisław Bagiński
Stanisław Bagiński (ur. 8 stycznia 1881 w Warszawie, zm. po 13 listopada 1941) – polski adwokat, polityk, członek Polskiej Partii Socjalistycznej, poseł na Sejm Litwy Środkowej i na Sejm Ustawodawczy w 1922, wolnomularz.

## Życiorys
Był synem Józefa i Franciszki z Milkiewiczów. Ukończył II Gimnazjum w Wilnie oraz, w 1903, studia prawnicze na Cesarskim Uniwersytecie Warszawskim. Od 1904 był adwokatem w Wilnie, między innymi był obrońcą w procesach politycznych. Od 1905 do 1907 był członkiem SDKPiL i SDPRR. W okresie I wojny światowej uczestniczył w pracach Komitetu Polskiego i Komisji Edukacyjnej w Wilnie. W 1920 uczestnik zjazdu założycielskiego PPS Litwy i Białej Rusi, następnie zasiadał w Komitecie Wykonawczym tej partii oraz redagował jej gazetę – "Przełom". Od końca 1920 kierował Wydziałem Ustawodawczym Tymczasowej Komisji Rządzącej Litwy Środkowej. W styczniu 1922 wybrany z listy PPS Litwy i Białorusi do Sejmu Wileńskiego (członek komisji regulaminowej, weryfikacyjnej oraz Komisji Głównej). Z tego tytułu wszedł w skład Sejmu Ustawodawczego, gdy mandatu, w marcu 1922, zrzekł się Aleksander Zasztowt. W ramach tego Sejmu brał udział w pracach Komisji nadzwyczajnej dla zbadania zajść w Wilnie. Po zakończeniu kadencji był zastępcą senatora z listy nr 2 (PPS) do Senatu w województwie wileńskim, kandydował do Senatu również z listy państwowej nr 2. W 1928 kandydował do Sejmu i Senatu z list państwowych nr 2. W latach 20. był członkiem wileńskiej Rady Adwokackiej, w latach 30. także jej dziekanem. Wydawał Prawniczy Przegląd Wileński, zasiadał w zarządzie Towarzystwa Prawników im. Ignacego Daniłowicza, oraz współprzewodniczył Instytutowi Badań Europy Wschodniej. Należał do wileńskiej loży masońskiej "Tomasz Zan". Przez krótki okres był radcą prawnym Zarządu Miejskiego Wilna. Po zajęciu tego miasta przez wojska sowieckie, we wrześniu 1939 aresztowany a następnie wywieziony w głąb ZSRR. Na liście poszukiwań, sporządzonej przez Ambasadę RP w Moskwie 13 listopada 1941, figurował jako więzień w Gorki. Dalsze losy nieznane.